# Friedrich Wilhelm Karl von Arnim
Pour les articles homonymes, voir Famille Arnim et Arnim (homonymie).
Friedrich Wilhelm Karl von Arnim (né le 21 août 1786 à Preussisch-Minden et mort le 3 mai 1852 à Gerswalde) est chef de la police de Berlin de 1831 à 1832.

## Biographie
Friedrich Wilhelm von Arnim vient de la branche Gerswald de la famille noble von Arnim d'Uckermark. Il est le deuxième fils du président du gouvernement royal prussien Carl Ludolf Bernhard von Arnim (de), héritier de Gerswalde dans l'Uckermark, un domaine qui appartient à la famille depuis 1437 et y reste jusqu'à la réforme agraire dans la zone d'occupation soviétique en 1945. Il étudie au lycée de Joachimsthal à Berlin, puis étudie le droit et la caméralistique à l'Université de Halle. Il est décédé à Gerswalde le 3 mai 1852.

## Carrière professionnelle
À la suite de la paix de Tilsit de 1807 et de la création du royaume de Westphalie, qui est également composé des anciennes régions prussiennes à l'ouest de l'Elbe, initiée par Napoléon, Friedrich Wilhelm von Arnim devient un sujet du roi Jérôme, un frère de Napoléon. Comme sujet, il doit entrer dans sa fonction publique. Jérôme l'utilise au service diplomatique et l'envoie d'abord comme secrétaire de légation à Paris, puis jusqu'en 1811 à Saint-Pétersbourg dans la même fonction.
Après la campagne d'Allemagne, Friedrich Wilhelm von Arnim s'est immédiatement rangé du côté prussien et sert comme officier dans l'armée prussienne. Il devient adjudant du général von Thielemann et participe à la campagne de France à ce titre.
Après la guerre, il quitte l'armée et commence une carrière dans la fonction publique. Il devient administrateur de l'arrondissement de Templin, fonction qu'il occupe pendant douze ans à la satisfaction du gouvernement prussien. Puis le roi Frédéric-Guillaume III l'appelle à Berlin et le nomme chef de la police de la ville. Il est rapidement populaire auprès de la population car il dirige son bureau de manière impartiale et rejette brusquement toutes les demandes de traitement préférentiel des célébrités pendant l'épidémie de choléra. Comme il n'est pas autorisé à parler directement au roi, il exige et reçoit son renvoi de la fonction publique. Bien que le roi par ordre suprême du Cabinet de 2 janvier 1832 le loue et rend hommage à sa performance en fonction, il s'en tient à sa décision de quitter la fonction publique. Il retourne dans l'Uckermark en tant que simple citoyen afin de cultiver désormais ses terres et de se consacrer à l'agriculture jusqu'à sa mort. Il est membre de la loge maçonnique de Berlin aux trois clés d'or .